# 西嶋宏一郎
西嶋 宏一郎（にしじま こういちろう、2000年9月12日 - ）は、熊本朝日放送 (KAB) のアナウンサー。

## 経歴
熊本県出身、大阪府枚方市育ち。大阪府立大手前高等学校、早稲田大学卒業後、2024年KAB入社。
高校時代、硬式野球部に所属。高校3年生の最後の夏にホームランを打った経験から、実況アナウンサーを志す。
2024年、第23回ANNアナウンサー賞「スポーツ実況部門」新人賞（アナウンサー歴4年以下が対象）を受賞。

## 現在の担当番組
- スポーツ実況（夏の高校野球 熊本県大会 2024～）
- KABニュース
- くまもとLive touch